# Mausolées des émirs Salar et Sanjar al-Jawli
Les Mausolées des émirs Salar et Sanjar al-Jawli est une paire de mausolées des émirs mamelouks Sayf al-Din Salar (1260-1310) et  Sanjar al-Jawli (1255-1345) au Caire en Égypte.  L’édifice fut construit en 1304-1035  par Sanjar al-Jawli pour lui-même et pour Salar, son mentor et ami, résultant en un double mausolée. Il reste incertain si le reste du complexe avait une autre fonction tel une madrassa.
L’historien Ahmad al-Maqrîzî décrit ce monument.

## Voir également
- Architecture mamelouke

## Référence
1. ↑  Doris Behrens-Abouseif, Cairo of the Mamluks: a history of the architecture and its culture, The American University in Cairo Press, 2007 (ISBN 978-977-416-077-6), p. 156-160